# توشیو سوزوکی
توشیو سوزوکی (به ژاپنی: 鈴木 敏夫) (زاده ۱۹ اوت ۱۹۴۸) تهیه‌کننده فیلم و یکی از افراد کلیدی استودیو جیبلی است؛ به طوری که طبق باور هایائو میازاکی، اگر توشیو سوزوکی وجود نداشت، استودیو جیبلی نیز وجود نداشت.

## فیلمشناسی
- افسانه شاهدخت کاگویا (۲۰۱۳)
- باد برمی‌خیزد (۲۰۱۳)
- آریتی (۲۰۱۰)
- پونیو روی صخره کنار دریا (۲۰۰۸)
- حکایت دریای زمین (۲۰۰۶)
- قصر متحرک هاول (۲۰۰۴)
- بازگشت گربه (۲۰۰۲)
- شهر اشباح (۲۰۰۱)
- شاهزاده مونونوکه (۱۹۹۷)
- پورکو روسو (۱۹۹۲)